# 恐龍形態類
恐龍形態類（學名：Dinosauromorpha）意為「恐龍」+「形態」，是一個鳥頸類主龍的演化支，包含恐龍與其近親。恐龍形態類的基礎物種包含：跳龍、馬拉鱷龍、兔鱷、兔蜥科、西里龍、偽兔鱷、塞龍、科技龍。
馬拉鱷龍、兔鱷、偽兔鱷、兔蜥科的兔蜥（Lagerpeton）生存於三疊紀卡尼階的阿根廷。兔蜥科的Dromomeron生存於諾利階的亞利桑那州、新墨西哥州、德州。西里龍生存於諾利階的波蘭。塞龍生存於諾利階的巴西。科技龍生存於諾利階的德州。阿希利龍生存於安尼西階的坦尚尼亞。狄奧多羅斯龍（Diodorus）生存於諾利階的摩洛哥，也可能是更早的卡尼階。鳥類是目前僅存的恐龍形態類。
在1984年，麥可·班頓（Michael J. Benton）建立這個分類單元。在1991年，保羅·塞里諾（Paul Sereno）將這個演化支定義為：兔蜥、兔鱷、偽兔鱷、以及恐龍（包含現存鳥類）的最近共同祖先、以及其最近共同祖先的所有後代；另一種定義則是：在鳥頸類主龍之中，所有親緣關係接近於恐龍，而離翼龍目較遠的所有物種。在2005年，保羅·塞里諾做出另一個定義：包含家麻雀在內，而不包含古老翼手龍、鳥鱷、尼羅鱷在內的最大演化支。
大約在2億4400萬到2億4200萬年前，相當於三疊紀中期的安尼西階，鳥頸類主龍演化出恐龍形態類。在2010年，波蘭聖十字山發現三疊紀早期的足跡化石，可能屬於恐龍形態類。這個名為「Sphingopus」的足跡化石，是種中型二足動物，地質年代相當於2億4600萬年前。如果屬實，恐龍形態類起源可追溯至奧倫尼克階早期。在二疊紀-三疊紀滅絕事件之後，恐龍所屬演化支可能很快就出現，但經歷很長時間才演化成三疊紀後期的恐龍。

## 外部連結
- 维基共享资源上的相關多媒體資源：恐龍形態類
- 維基物種上的相關：恐龍形態類
- 恐龍與其祖先曾共同相處過一段時間 （页面存档备份，存于），BBC News，2007年6月